# 杜詩 (萬曆進士)
杜詩（16世纪—17世纪），字以興，號友白，山東济南府滨州人。明朝政治人物、進士出身。

## 生平
萬曆二十二年甲午科山東鄉試舉人，二十六年戊戌科進士。户部觀政，初授户部主事，督京仓，三十一年升郎中，出司宣府粮储。三十四年丁憂，三十八年補兵部武库司郎中，三十九年八月升陕西庄浪道参政，四十一年調山西参政，四十二年升本省按察使，四十三年被弹劾降级。四十四年復補湖廣参政，四十七年六月升本省按察使，次年改山西按察使。天启元年（1621年），加右布政使，专管燕建二路。丁母憂歸，三年起補湖廣右布政使，天启五年（1625年）五月升江西左布政使。因不爲魏忠贤建生祠，被斥罢闲住。崇禎初，原官起任湖廣，四年辛未（1631年）入觐，上召问楚变状，诗对曰：「林正平杀人與外教竖旗，事在两日。」上霁颜曰：「是两事耳。」游士任被逮之时，不辯而释，又输羡余银四十七萬有奇，以佐司计之䌷，中外咸稱廉正。崇祀江西、湖廣名宦。當官上谷時，母卒，徒跣扶柩归。既葬，廬墓三年。十三年庚辰岁大饥，請于撫軍李公長庚，题准滨为次罢税，登八分免议，州人德之，祀鄉賢。